# 丰特奈勒弗勒里
丰特奈勒弗勒里（法語：Fontenay-le-Fleury，法語發音：[fɔ̃tnɛ lə flœʁi] ⓘ）是法国伊夫林省的一个市镇，位于该省东部，属于凡尔赛区。

## 地理
丰特奈勒弗勒里（48°48'49"N, 2°2'55"E）面积5.43 平方千米，位于法国法蘭西島大區伊夫林省，该省份为法国北部内陆省份，北起瓦兹河谷省，西接厄尔省，西南接厄尔-卢瓦省，东南接埃松省，东临上塞纳省。
与丰特奈勒弗勒里接壤的市镇（或旧市镇、城区）包括：努瓦西勒鲁瓦、巴伊、布瓦达尔西、雷讷穆兰、圣西尔莱科勒、维勒普勒。

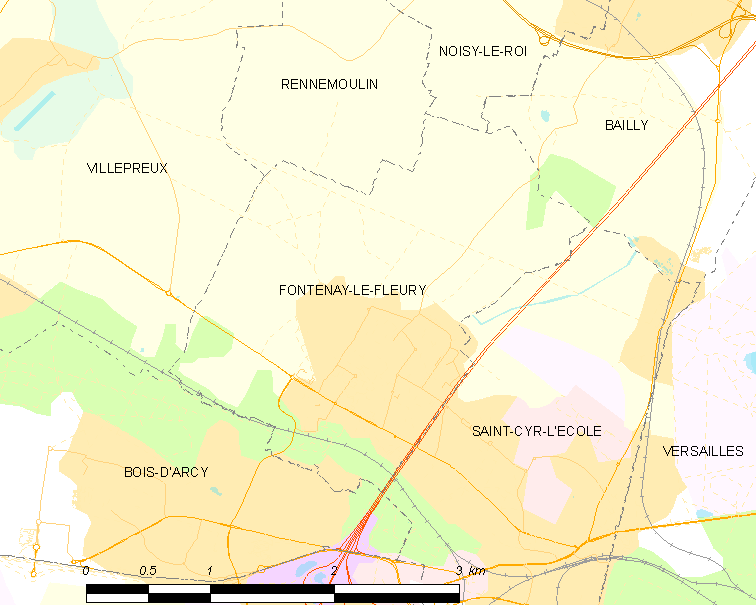
丰特奈勒弗勒里的OSM定位图

丰特奈勒弗勒里的时区为UTC+01:00、UTC+02:00（夏令时）。

## 行政
丰特奈勒弗勒里的邮政编码为78330，INSEE市镇编码为78242。

## 政治
丰特奈勒弗勒里所属的省级选区为圣西尔莱科勒县。

## 人口

1962-2008年间丰特奈勒弗勒里人口变化图示

丰特奈勒弗勒里于2022年1月1日时的人口数量为13640人。

## 友好城市
德国 达登